# Riiser-Larsen Basin
Koordinaten: 72° 6′ S, 14° 44′ W
Das Riiser-Larsen Basin ist ein Seebecken in der Haakon-VII.-See vor der Prinzessin-Martha-Küste des ostantarktischen Königin-Maud-Lands. Es liegt unmittelbar nördlich des Riiser-Larsen-Schelfeises.
Benannt ist sie seit 1997 auf Vorschlag des Vermessungsingenieurs und Glaziologen Heinrich Hinze vom Alfred-Wegener-Institut in Anlehnung an die Benennung des benachbarten Schelfeises. Dessen Namensgeber ist der norwegische Luftfahrtpionier und Polarforscher Hjalmar Riiser-Larsen (1890–1965).